# Marechal Hermes
Marechal Hermes é um bairro de classe média na Zona Norte do município do Rio de Janeiro. Fundado em 1913, foi o primeiro bairro operário do Brasil. Estritamente residencial, com direito a ampla rede de serviços públicos como escolas, hospitais e teatro, nasceu como vila proletária, idealizada pelo então Presidente da República e Marechal Hermes da Fonseca. No ano 2000, seu IDHM era de 0,814, o 78.º melhor do município, dentre 126 bairros avaliados.

## História

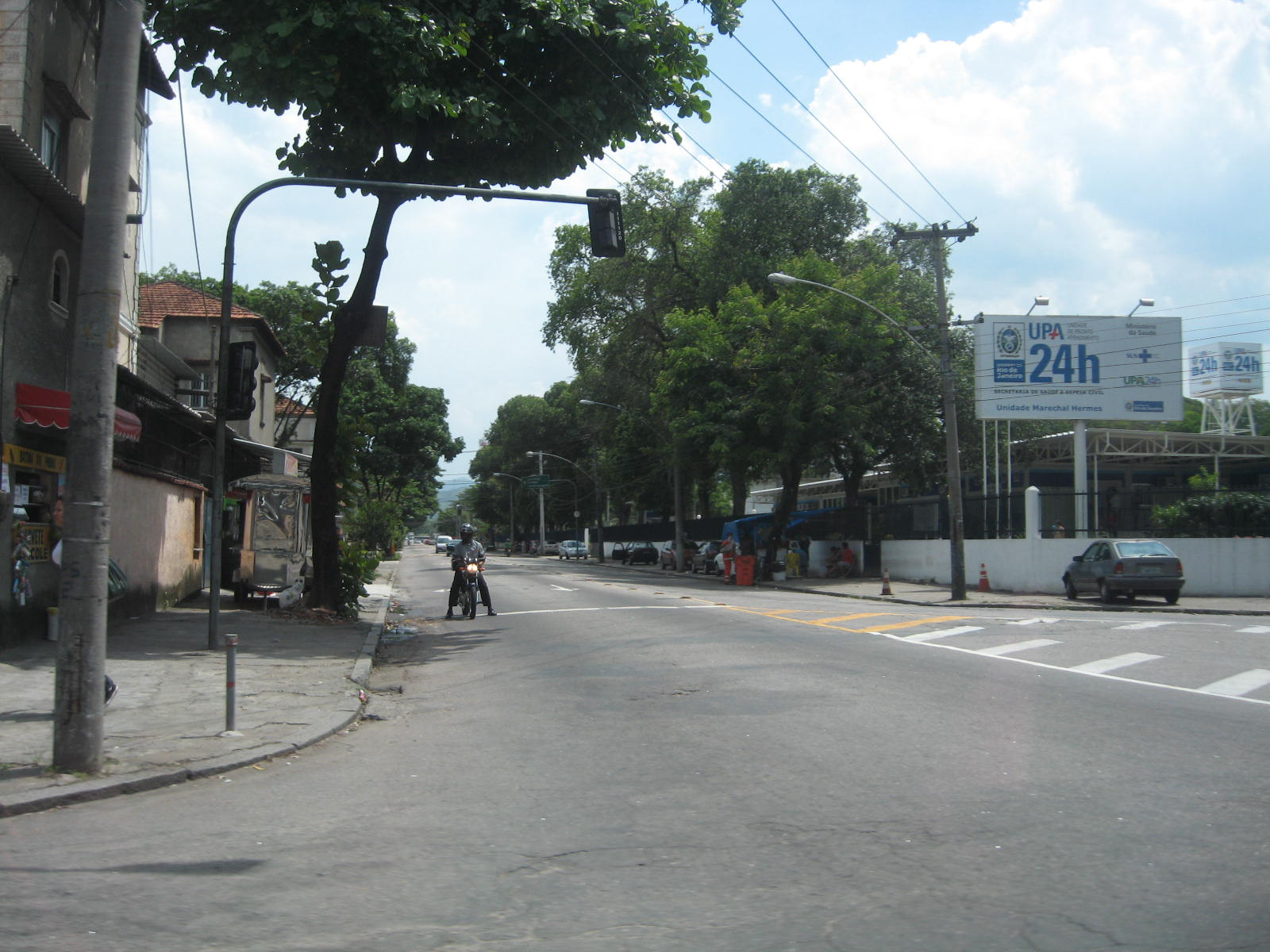
Vista do bairro carioca de Marechal Hermes.

O bairro começou a ser projetado e executado, em 1911, com traços da arquitetura modernista, e no dia 1.º de maio de 1913, na presença do Presidente da República Hermes da Fonseca, foi inaugurado. Até hoje o bairro conserva suas características iniciais e um aglomerado de obras importantes.
Fundado em 1.º de maio de 1913, o bairro de Marechal Hermes foi o primeiro bairro operário e terceiro bairro planejado do Brasil, atrás apenas de seu vizinho Vila Militar, dedicada ao exército, e sua consecutiva extensão de Campo dos Afonsos, destinada a aeronáutica. Estritamente residencial, com direito a ampla rede de serviços públicos como escolas, hospitais e teatro, nasceu como vila proletária, idealizada pelo então presidente da república e marechal Hermes da Fonseca, preocupado com a carência de moradias populares enfrentou a oposição do congresso e determinou sua construção, destinando para isso uma fortuna para a época de 11 mil contos, que teve no Tenente Engenheiro Palmyro Serra Pulcherio a responsabilidade do desenho e execução da planta. Sua construção previa ruas largas e arborizadas com 1350 edificações, com vários tipos de moradias, escolas profissionalizantes masculinas e femininas, repartições públicas, biblioteca, praças de esportes, hospitais e creches.
Com o término do governo de Hermes, em 1914, o projeto que sofrera grande oposição da sociedade e da imprensa, foi abandonado à própria sorte e dos 1 350 imóveis previstos apenas 165 foram construídos surgindo assim, agregadas à vila, moradias simples, construídas pelo seu operariado que se tornou conhecida como "Portugal Pequeno", devido à forte presença de imigrantes portugueses.
Os primeiros moradores da vila, seriam os desabrigados do Morro do Castelo quando do seu desmonte, o que acabou não ocorrendo e a prioridade foi para os funcionários públicos e apadrinhados.
Em 1930, o Presidente da República Getúlio Vargas retorna suas obras, depois de uma dura intervenção urbana e política no projeto original. O bairro cujos sobrados chegavam a ter até 90m², ganhou blocos de apartamentos e teve os nomes das ruas antes referentes a datas significativas do movimento operário, substituídas por nomes de militares.
Marechal Hermes foi um bairro planejado, desenhado para abrigar populações de operários que habitavam a cidade do Rio de Janeiro, então capital do Brasil. O bairro de Marechal Hermes desenvolveu-se em torno da estação de trem de mesmo nome. Marechal Hermes deve seu nome ao presidente do Brasil durante a construção do bairro, o Marechal Hermes da Fonseca.

## Estrutura e qualidade de vida
O bairro é um dos mais movimentados da Zona Norte, principalmente em seus fins de semana, onde os restaurantes, pastelarias e barracas de lanches funcionam até o fim da madrugada, ruas arborizadas. Possui diversos estabelecimentos de ensino, que atraem moradores de outras localidades.

### Lazer
Dentre as opções, pode-se citar as feiras de rua, pastelarias e restaurantes. Havia um parque de diversões que estava no bairro desde seus princípios, chamado IV Centenário mas foi desativado e desmontado no ano de 2011. 
O bairro também conhecido pelo Teatro Armando Gonzaga, inaugurado em 19 de abril de 1954 pelo prefeito do então Distrito Federal, Dulcídio do Espírito Santo Cardoso. O nome do teatro foi uma homenagem ao jornalista e dramaturgo Armando Gonzaga. O prédio tem projeto arquitetônico de Affonso Eduardo Reidy, jardins de Burle Marx e painéis laterais de Paulo Werneck. O tombamento do teatro foi realizado pelo Instituto Estadual de Patrimônio Cultural (Inepac) em 1989.
Na década de 70, o teatro integrou o grande circuito de espetáculos, apresentando na zona norte sucessos de público e crítica como Um edifício chamado 200, de Paulo Pontes, com Milton Moraes e José Renato no elenco, e Dois Perdidos numa Noite Suja, de Plínio Marcos. Nos anos 80, o espaço foi palco de famosos humoristas, entre eles Costinha, Colé, Carvalhinho, Nádia Maria, Dercy Gonçalves e Nick Nicola. Após as obras de reforma de 1979/80, Moreira da Silva e Kid Morengueira comandaram a festa de sua reinauguração, em abril de 1981. Em 1986, o prédio foi reformado novamente e suas dependências modernizadas, proporcionando mais conforto tanto para atores quanto para o público. Em 2008, o teatro sofreu sua reforma mais recente, com recuperação de todo telhado, troca das poltronas e pintura externa.

### Saúde
A infra-estrutura de saúde pública conta com o Hospital Carlos Chagas (Avenida Osvaldo Cordeiro de Farias), a Maternidade Alexander Fleming (Rua Jorge Schmidt) e a Clínica da Família Dante Romanó Júnior (Rua Carolina Machado), onde outrora ficava o parque de diversões IV Centenário. O bairro ainda conta com muitos colégios municipais, estaduais e particulares, além de um polo da FAETEC (que engloba as Escolas Técnicas Visconde de Mauá e Oscar Tenório) e a 30.ª Delegacia de Polícia.

### Transporte
A ligação com o Centro da cidade se dá através dos trens urbanos da SuperVia, que fazem o trajeto através do Ramal de Deodoro, um ramal parador no tempo de 36 minutos. 
Há também as linhas de ônibus 265 (antiga 261) - Marechal Hermes x Castelo (via Av. Dom Helder Câmara), 2346 - Valqueire x Castelo (linha executiva) e 378 - Marechal Hermes x Castelo (via Av. Brasil). Para as estações de Metrô, conta-se com as linhas 638 - Marechal Hermes x Praça Saens Peña, 781/782 - Marechal Hermes x Cascadura (via Coelho Neto),  779 e 669/773 para a Pavuna e 918 para Irajá. A linha 928 (Marechal hermes x Ramos) tem ponto final na Rua Latife Luvizaro, 650 (Engenho Novo x Marechal Hermes) na Rua Carolina Machado. Outras linhas também passam pelo bairro: 624 (Praça da Bandeira x Mariópolis), 786 (Campo Grande x Marechal Hermes), 781 (Cascadura x Marechal hermes), 653 (Méier x Marechal Hermes), 784 (Vila Kennedy x Marechal Hermes), 731 (Campo Grande x Marechal Hermes) e a 908 (Bonsucesso x Guadalupe)

### Escola de futebol
O Botafogo de Futebol e Regatas transferiu-se para Marechal Hermes em 1977. Hoje o clube mantém no bairro uma sede, com vistas à formação de novos jogadores, que é disputada judicialmente com o antigo detentor do espaço, o União de Marechal Hermes Futebol Clube.

## Dados
Faz limites com os bairros Guadalupe, Honório Gurgel, Bento Ribeiro, Campo dos Afonsos, Deodoro e Vila Valqueire - os três últimos fazem parte da Zona Oeste. Faz parte da região administrativa de Madureira. Os bairros integrantes dessa região administrativa são: Bento Ribeiro, Campinho, Cascadura, Cavalcanti, Engenheiro Leal, Honório Gurgel, Madureira, Marechal Hermes, Osvaldo Cruz, Quintino Bocaiuva, Rocha Miranda, Turiaçu e Vaz Lobo.
A 15.ª e 23.ª zonas eleitorais encontram-se na Rua João Vicente, 1545, e a 217.ª zona eleitoral, na Rua Xavier Curado, S/N (CETEP -  FAETEC).